# Хоумдейл
Хоумдейл (на английски: Homedale) е град в окръг Оуайхи, щата Айдахо, САЩ. Хоумдейл е с население от 2528 жители (2000) и обща площ от 2,3 km². Намира се на 680 m надморска височина. ЗИП кодът му е 83628, а телефонният му код е 208.